# فرهیختگی
فرهیختگی یا والایی (به انگلیسی: Elevation)، احساس هیجانی است که با دیدن رفتار فضیلت‌آمیز واقعی یا خیالی با حسن اخلاقی قابل‌توجه برانگیخته می‌شود. این به عنوان یک احساس متمایز از گرم‌گرفتن و گسترش روابط تجربه می‌شود که با قدردانی و محبت برای فردی که رفتار استثنایی او دیده می‌شود، همراه است. والایی، کسانی که آن را تجربه می‌کنند را برای باز بودن، همبستگی و کمک به دیگران برانگیخته می‌کند. فرهیختگی سبب می‌شود تا فرد احساس کند که نسبت به انسانیت بالاتر رفته و خوش‌بین است.